# Filby
Filby es un pueblo y una parroquia civil del distrito de Great Yarmouth, en el condado de Norfolk (Inglaterra).

## Demografía
Según el censo de 2001, Filby tenía 740 habitantes (361 varones y 379 mujeres). 151 de ellos (20,41%) eran menores de 16 años, 546 (73,78%) tenían entre 16 y 74, y 43 (5,81%) eran mayores de 74. La media de edad era de 40,75 años. De los 777 habitantes de 16 o más años, 124 (21,05%) estaban solteros, 350 (59,42%) casados, y 115 (19,53%) divorciados o viudos. 367 habitantes eran económicamente activos, 352 de ellos (95,91%) empleados y 15 (4,09%) desempleados. Había 10 hogares sin ocupar y 308 con residentes.
| 332                         | 367 | 424 | 464 | 553 | 531 | - | - | 578 | 581 | 541 | 532 | 540 | 540 | - | 500 | 489 |
| (Fuente: Vision of Britain) |     |     |     |     |     |   |   |     |     |     |     |     |     |   |     |     |